# 地獄パワフル
地獄パワフル（じごくパワフル）は、かつて浅井企画で活動していた日本の女性お笑いコンビ。2021年12月解散。

## メンバー
わくわくあや（わくわくあや、1989年4月18日（35歳） - ）
- 東京都世田谷区出身[1]。
- 所属事務所に掲載されているプロフィールによると、身長161cm・体重56kg／B91cm・W66cm・H89cm、足のサイズ24cm、血液型はA型[1]。
- 都立広尾高校出身[1]。高校3年生の当時、半年間引きこもりだったことがある[2]。卒業直前の高校3年生の1月で、自ら卒業が無理と解って中退[3]。
- ドラム、カホンなどの打楽器演奏を特技としている[1]。
  - 15歳でドラムをはじめる。高校生の時には軽音楽部でスリーピースのガールズバンド（コピーバンド）を組んだり、その後は男子大学生とバンドを組んで活動したりしていた[4]。20歳の時に様々な音楽を聴いていく中で、ORIGINAL LOVEのアルバム『結晶』の中の曲『スキャンダル SCANDAL』を聴いたのに影響されて、ドラマーの宮田繁男を知り、その後150人ほどのライブレストランに宮田のバンド『soft soul』を観に行き、そこで宮田と話をしたことがきっかけでローディー（スタッフ）を務め始め、その後も宮田に師事していた[5][6]。
  - ペントノートのサポートメンバーとしても活躍した。
  - 現在、THE南無ズという仏教エンターテイメント集団（コミックバンド）にて「おがみ おが」名でドラムとコーラスを担当[7]。着物でドラムを叩くという離れ業を持っている[8]。
  - 自分のYouTubeチャンネル『ayakadrums』では、セーラー服、メイド服、ビキニで『叩いてみた』という、セクシーな衣装でドラムを叩くという姿もアップしている[9]。
- 趣味は、酒（特に日本酒）、音楽鑑賞（特にスピッツ）、ドラム機材収集、旧車を眺める、深夜ラジオ[1]。スピッツは母親の影響で好きになった[10]。
- 特技は他に、ラテアート、小道具作り、人に似合う服をコーディネートできる、見ただけでその人の服のジャストサイズがわかる[1]。
- 猫3匹と同居している[5]。
- 『鬼滅の刃』が好きすぎて、『劇場版「鬼滅の刃」無限列車編』を11回も見に行ったり[11]、グッズを蒐集し過ぎたために自室の半分が埋まったりしている。
- 平熱時の体温が35度台と低め[9]。
- 元々、小学生の時からバラエティ番組、コント番組はよく観ていた。中学1年生の夏休みの時に、フジテレビのイベントでフジテレビ本社前で行われていたお笑いライブを観たのがきっかけでお笑いライブ好きになる。中学生の時には学校帰りなどにお笑いライブをよく観に行っていた[12]。しかし高校生になると音楽ライブの方によく行くようになり、東京都内のライブハウスだけでなく、大阪のライブハウス『十三ファンダンゴ』などによく遠征もしていた[4]。

宇宙の子（うちゅうのこ、1992年12月31日（32歳） - ）
- 兵庫県尼崎市出身[1]。
- 所属事務所に掲載されているプロフィールによると、身長148cm・体重56.4kg／B91cm・W78cm・H95cm、足のサイズ23cm、血液型はB型[1]。
- 神戸松蔭女子学院大学出身[1]。
- 秘書検定2級の資格を持つ[1]。
- 仕事に対しても一切の妥協はなく、職場では皆に一目を置かれる存在と本人は語る。[要出典]
- 趣味は、裁判の傍聴、YUKI、ハリーポッター、怖い話、Hey! Say! JUMP、デートプランを考えること[1]。YUKIがいたJUDY AND MARYやチェッカーズが好き[13]。
- 特技は、少林寺拳法、水泳、人になめられること[1]。

## 来歴・概説
- 2018年2月にコンビ結成。
  - それぞれが相方を探していたところ、共通の知人からの勧めがきっかけでコンビを組む[14]。この時わくわくあやは、自分でオリジナルバンドをやって有名になりたいと色々考えていた後、コミックバンドがやりたいと考えていた頃だった[14]。
- 2019年1月から浅井企画に所属[1]。
- 芸風：コント、漫才。設定が変で特殊的なネタも多く、ネタのタイトルには『マジックミラー号』『おっぱいをもぎ取るおじさん』など下ネタありで変態的なコントもある[9]。
- 2021年12月に解散を発表[15]。

## 賞レース
- キングオブコント
  - 2018年（1回戦敗退）[16]
  - 2019年（1回戦敗退）[17][18]
  - 2020年（2回戦進出）[19]
- M-1グランプリ
  - 2019年（1回戦敗退）[20]
  - 2020年（1回戦敗退）[21]
- 女芸人No.1決定戦 THE W
  - 2019年（2回戦進出）[22]
  - 2020年（2回戦進出）[23]

## 主な活動

### テレビ番組
- 一夜づけ（テレビ東京）救えるとしたら私しかいない！若手芸人の母が頑張る１０番勝負！(1)(2)(3)2019年5月12日、2019年5月19日、2019年5月26日放送（宇宙の子）[24][25][26]
- かがやけ！家族会議株式会社（テレビ愛知）2021年3月30日放送（わくわくあや）[27]
- 日テレポシュレ（日本テレビ）

### インターネットテレビ番組
- 『極楽とんぼのタイムリミット』#4　AbemaTV　2019年8月11日放送（わくわくあや）[28][29]

### ラジオ番組
- 『MAIKOとジョニ男のめちゃトラサンデー』　FM FUJI　2020年3月22日放送（わくわくあや、宇宙の子）[30]

### インターネットラジオ番組
- 男スペシャルの頬張！ガーリック学園定時制（C wave、YouTube）
  - 2019年2月18日、2019年6月17日、2020年2月17日放送（宇宙の子）- YouTube[31][32][33]

### 書籍
- 週刊アサヒ芸能　2019年12月19日号『ソソる女芸人グランプリ』グラビア（わくわくあや）[34]

### 動画配信
- 地獄パワフルチャンネル
  - 地獄パワフル コント『すれ違うカップル』- YouTube[35]

- 浅井企画若手お笑いチャンネル
  - 地獄パワフル『かくれんぼ』- YouTube[36]
  - 地獄パワフル『悪者退散』- YouTube[37]
  - 地獄パワフル『差をつけて育てられた姉妹』-YouTube[38]
- channel ASAIKIKAKU
  - 『1番エロい女芸人が語るオトコの口説き方／みほとけ②【浅井企画YouTubeでお年玉】』- YouTube（宇宙の子）[39]
  - 『女芸人「エロの向上メモ」中身を公開／みほとけ③【浅井企画YouTubeでお年玉】』- YouTube（宇宙の子）[40]
- LoooL
  - 地獄パワフル『子役の末路』- LoooL[41]

他、多数

### 主な出演ライブ
- THE W presents 女芸人ネタ祭り vol.2（2019年6月22日 新宿 シアターミラクル）[42][43]
- THE W presents 女芸人ネタ祭り vol.4（2019年8月10日 新宿 シアターミラクル）[44][45]
- THE W presents 女芸人ネタ祭り vol.5（2019年9月13日 恵比寿 エコー劇場）[46][47]
- TEPPENハニー258（2020年2月14日　中野Vスタジオ）[48]
- TEPPENハニー260（2020年3月25日　中野Vスタジオ）[49]
他、多数

### 事務所ライブ
- 53☆DASH!!（浅井企画主催、毎月第1金曜開催、新宿バティオス）
  - 2020年1月7日（同率1位）[50]
  - 2020年2月7日（同率2位）[50]
  - 2020年3月6日（同率8位）[50]

※2020年1月～3月の合計ポイントで単独1位を獲得し、2020年4月より54☆FIGHT!!への昇格が決定。[50]